# Eric Betzig
Robert Eric Betzig (Ann Arbor, Míchigan; 13 de enero de 1960) es un físico estadounidense basado en el Campus de Investigación Janelia Farm en Ashburn. Fue galardonado con el Premio Nobel de Química en 2014 por "el desarrollo de la microscopía de fluorescencia de superresolución" junto a Stefan Hell y William E. Moerner.

## Formación académica
Eric Betzig nació en 1960, en Ann Arbor, Míchigan, siendo hijo de Robert Betzig. Comenzó estudios universitarios de Física en el Instituto de Tecnología de California, y se graduó con una licenciatura en 1983. A continuación, pasó a estudiar en la Universidad de Cornell, donde obtuvo un máster y un doctorado en Ingeniería y Física Aplicadas, en 1985 y 1988, respectivamente.

## Carrera profesional
Después de finalizar su doctorado, Betzig trabajó en los Laboratorios AT&T Bell, en el Departamento de Investigaciones en Física de Semiconductores. En 1996, Betzig dejó la empresa para convertirse en vicepresidente de investigación y desarrollo en Ann Arbor Machine Company, entonces propiedad de su padre. Aquí desarrolló la Tecnología Adaptativa Servohidráulica Flexible (FAST), pero no alcanzó el éxito comercial.
Betzig luego regresó al campo de la microscopía, desarrollando la microscopía de localización fotoactivada (PALM), y en 2006 se incorporó al Campus de Investigación Janelia Farm en Ashburn (Virginia), como líder de grupo para trabajar en el desarrollo de técnicas de microscopía de fluorescencia de súper-alta resolución.

## Premios
Eric Betzig fue galardonado con el premio William L. McMillan en 1992 y con el premio a las Iniciativas de Investigación de la Academia Nacional de Ciencias de 1993. En 2014, Betzig fue galardonado con el Premio Nobel de Química conjuntamente con Stefan Hell y William E. Moerner.

## Publicaciones
- con A. Lewis, A. Harootunian, M. Isaacson, E. Kratschmer : Near Field Scanning Optical Microscopy (NSOM), Biophys. J., vol. 49, 1986, pág. 269.
- Non-destructive optical imaging of surfaces with 500 ångstrom resolution, Ithaca, 1988, Dissertation,
- con Jay K. Trautman : Near-Field Optics : Microscopy, Spectroscopy, and Surface Modification Beyond the Diffraction Limit, Science, vol. 257, 1992, pág. 189–195,
- con George H. Patterson, Rachid Sougrat, O. Wolf Lindwasser, Scott Olenych, Juan S. Bonifacino, Michael W. Davidson, Jennifer Lippincott-Schwartz, Harald F. Hess : Imaging Intracellular Fluorescent Proteins at Nanometer Resolution. En : Science. Vol. 313, n° 5793, septiembre de 2006, pág. 1642–1645.